# Гамфріс (Міссурі)
Гамфріс (англ. Humphreys) — селище (англ. village) в США, в окрузі Салліван штату Міссурі. Населення — 89 осіб (2020).

## Географія
Гамфріс розташований за координатами 40°7′24″ пн. ш. 93°19′18″ зх. д. / 40.12333° пн. ш. 93.32167° зх. д. (40.123309, -93.321709).  За даними Бюро перепису населення США в 2010 році селище мало площу 0,65 км², з яких 0,65 км² — суходіл та 0,01 км² — водойми.

## Демографія
Згідно з переписом 2010 року, у селищі мешкало 118 осіб у 49 домогосподарствах у складі 27 родин. Густота населення становила 181 особа/км².  Було 59 помешкань (90/км²).
Расовий склад населення:
| - 98,3 % — білих |

До двох чи більше рас належало 1,7 %. Частка іспаномовних становила 0,8 % від усіх жителів.
За віковим діапазоном населення розподілялося таким чином: 25,4 % — особи молодші 18 років, 61,0 % — особи у віці 18—64 років, 13,6 % — особи у віці 65 років та старші. Медіана віку мешканця становила 36,5 року. На 100 осіб жіночої статі у селищі припадало 110,7 чоловіків;  на 100 жінок у віці від 18 років та старших — 95,6 чоловіків також старших 18 років.
Середній дохід на одне домашнє господарство  становив 35 261 долар США (медіана — 31 731), а середній дохід на одну сім'ю — 32 537 доларів (медіана — 31 818). За межею бідності перебувало 13,0 % осіб, у тому числі 9,7 % дітей у віці до 18 років та 0,0 % осіб у віці 65 років та старших.
Цивільне працевлаштоване населення становило 33 особи. Основні галузі зайнятості: сільське господарство, лісництво, риболовля — 24,2 %, виробництво — 18,2 %, роздрібна торгівля — 12,1 %, публічна адміністрація — 12,1 %.